# ان‌جی‌سی ۳۶۷۵
ان‌جی‌سی ۳۶۷۵ کهکشان مارپیچی است که در صورت فلکی خرس بزرگ قرار دارد. این که‌کشان در فاصله حدود ۵۰ میلیون سال نوری از زمین واقع شده‌است، که با توجه به ابعاد ظاهری آن، به معنای آن است که NGC 3675 حدود ۱۰۰۰۰۰ سال نوری عرض دارد. این کهکشان توسط ویلیام هرشل در سال ۱۷۸۸ کشف شد.

## نگارخانه

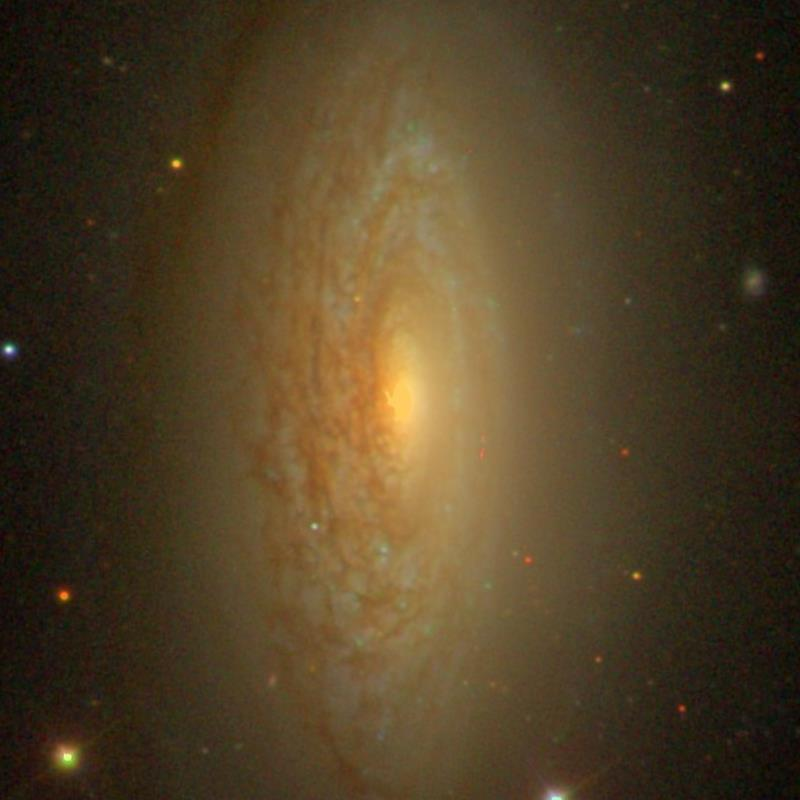
NGC 3675 (SDSS DR14)
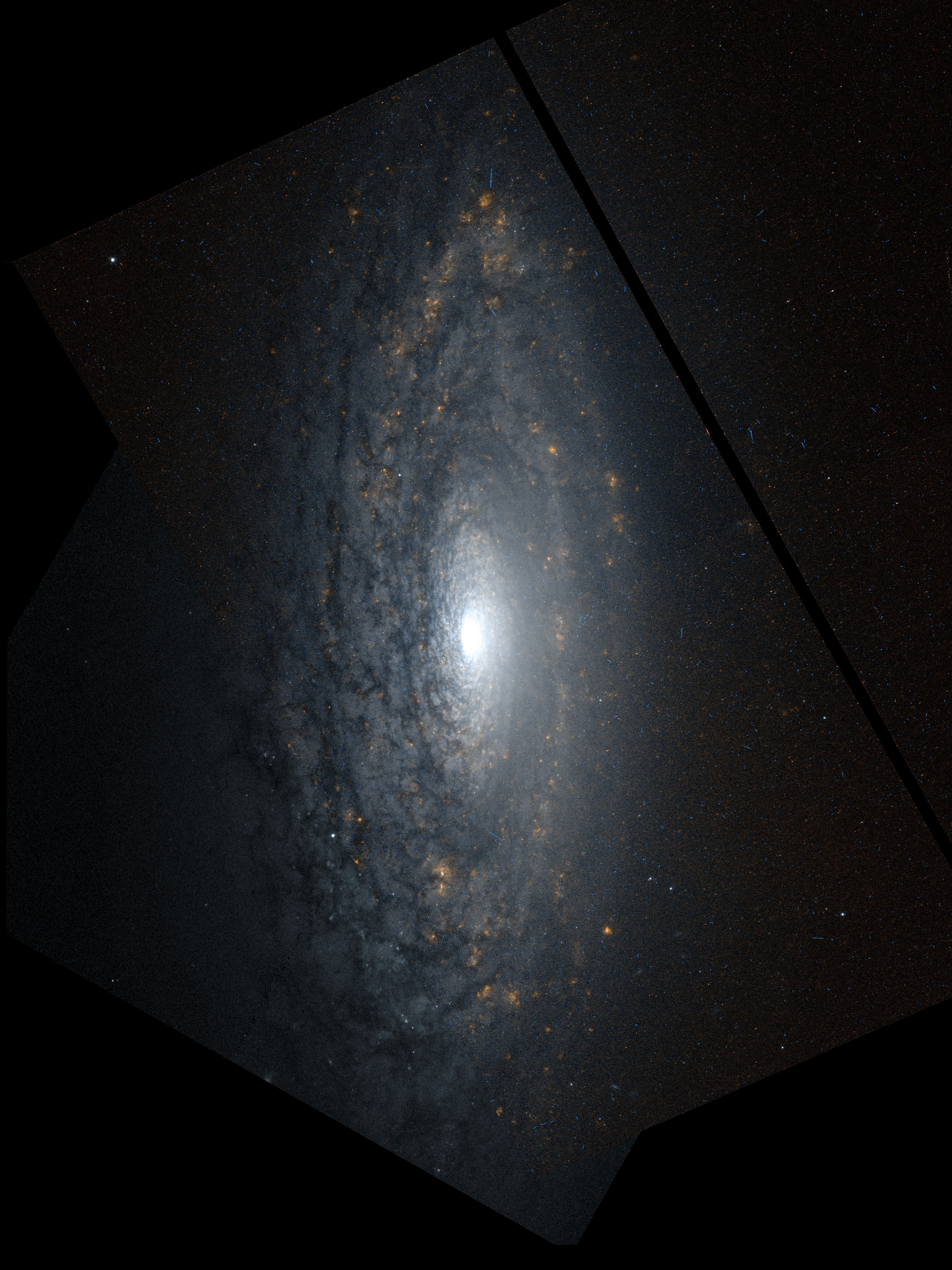
NGC 3675 ( HST )